# リウィウス氏族
リウィウス氏族（ラテン語: Livii）は、古代ローマの氏族。なお、単にリウィウスといえば、歴史家のティトゥス・リウィウスを指すことが多い。

## 概要
リウィウス氏族はプレプスの出身で、紀元前300年前後にその名が現れてくる。紀元前302年には氏族から初めての執政官を出している。有力家族には執政官などを輩出したサリナトル家がある。

## メンバー

### デンテル家
- マルクス・リウィウス・デンテル：紀元前302年の執政官[1]。紀元前300年にはオグルニウス法によって追加された4人のプレブス出身神祇官の一人に選ばれている[2]。

### サリナトル家
- マルクス・リウィウス（・デンテル?）
  - マルクス・リウィウス・サリナトル：紀元前236年のシビュラの書管理十人委員[3]。ルキウス・リウィウス・アンドロニクスの主人。
    - マルクス・リウィウス・サリナトル：紀元前219年の執政官[4]。紀元前207年にも再度務めている[5]。
      - ガイウス・リウィウス・サリナトル：上記サリナトルの子か。紀元前188年の執政官[6]。プラエトルも二度務めている。

### ドルスス家
- マルクス・アエミリウス
  - マルクス・アエミリウス, リウィウス氏族の養子に入る
    - ガイウス・リウィウス・ドルスス：紀元前147年の執政官[7]
      - マルクス・リウィウス・ドルスス：紀元前112年の執政官[8]
        - マルクス・リウィウス・ドルスス (護民官)：紀元前91年の護民官[9]
- マルクス（・リウィウス）・ドルスス（・クラウディアヌス）：紀元前50年のプラエトルもしくは審判人[10]

### オケッラ家
- ルキウス・リウィウス・オケッラ：紀元前42年のマルクス・ユニウス・ブルトゥス配下か[11]
  - ガイウス・リウィウス・オケッラ：紀元前40年頃のクァエストルか[12]

### その他
- ルキウス・リウィウス：紀元前320年の護民官[13]。
- ルキウス・リウィウス・アンドロニクス（紀元前3世紀前半 - 紀元前200年頃）：共和政ローマ時代の劇作家・詩人。
- リウィウス：紀元前146年の護民官[14]
- ティトゥス・リウィウス（紀元前59年頃 - 紀元17年）：『ローマ建国史』を記した古代ローマの歴史家。